# 旧岡田家住宅
旧岡田家住宅（きゅうおかだけじゅうたく）は、兵庫県伊丹市にある古民家。国の重要文化財。元伊丹市長・岡田利兵衛の旧宅。

## 概要
延宝2年（1674年）築の町屋。住宅から店舗に改装され北に酒蔵が増築されたのは正徳5年（1715年）とされ、築年代が確実な現存する酒蔵としては日本最古である。建築主は松屋与兵衛で、幾人かの所有者を経た。正徳五年(1715)頃に酒蔵を増築し、酒造が行われた。所有者が鹿児屋清右衛門へと変わり、明治以降にも幾度かの変遷が行われ、後に明治33年（1900年）に岡田正造の所有となった。現在は伊丹市の所有である。
1992年1月21日に店舗と酒蔵が旧岡田家住宅として国の重要文化財に指定された（釜屋と洗い場は附指定）後、1995年から解体調査・復元作業が行われ、2001年から「みやのまえ文化の郷」の中核施設の一つとして一般に公開されている。

## 歴史
- 1674年　延宝2年に建築。
- 1715年　店舗北側の酒蔵を増築。
- 1729年　衰退し始めた酒蔵を鹿児屋清右衛門が松屋与兵衛から買収。
- 1876年　買収後に店舗東側に酒蔵を増築し、生産を拡大するが廃業。そして岡田正造が新たな所有者となり、大規模な改築工事を行う。
- 1925年　伊丹酒類興業に引き継がれる。
- 1968年　伊丹酒類興業から大手柄酒造に引き継ぎし廃業。
- 1987年　伊丹市の所有となり、店舗と酒蔵全てが取り壊され、平成元年に伊丹市立手芸センターとなる。
- 1995年　旧岡田酒造が解体調査を経て復元。
- 2001年　伊丹市立手芸センターとともに6月から「みやのまえ文化の郷」として一般公開される。

## 施設
- 旧店舗― 展示室
- 旧酒蔵― 150人収容多目的ホール

## 展示品
- 岡田家の歴史をパネルで紹介しており、タンス、行灯、伊丹の酒造りの歴史を展示。
- その他にも、酒造スペースを多目的ホールとして活用し、150インチスクリーンでの酒造の歴史を紹介している。
- 映像番組「酒造の町―伊丹―」が上映されている。

## 利用情報
- 開館時間― 午前10時～午後6時（入館は午後5時30分まで）
- 休館日― 月曜日
- 入館無料

## 建築概要
- 所在地― 〒664-0895 兵庫県伊丹市宮ノ前2丁目5番28号
- 備考― 国の重要文化財（1992年指定）

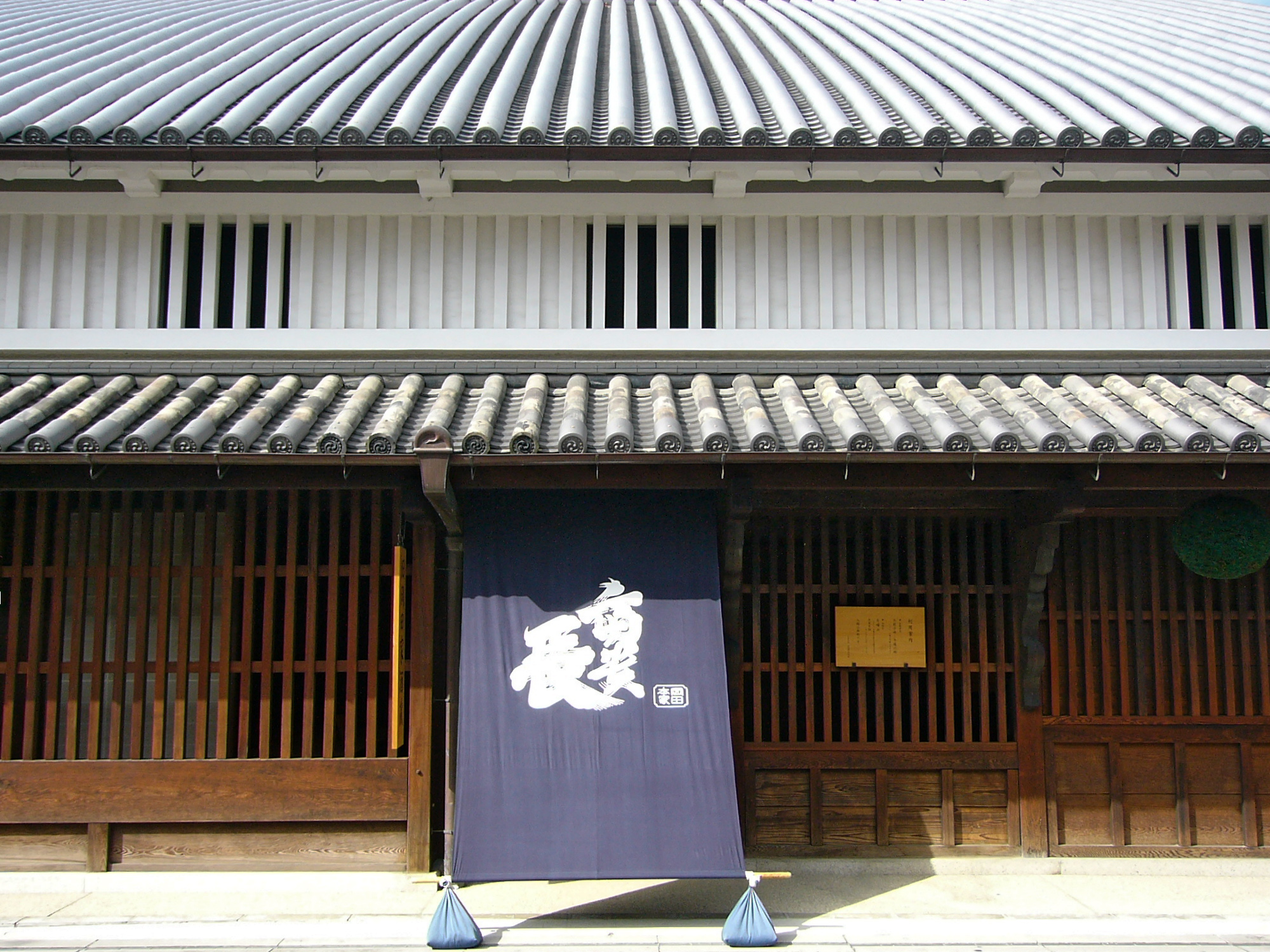
玄関
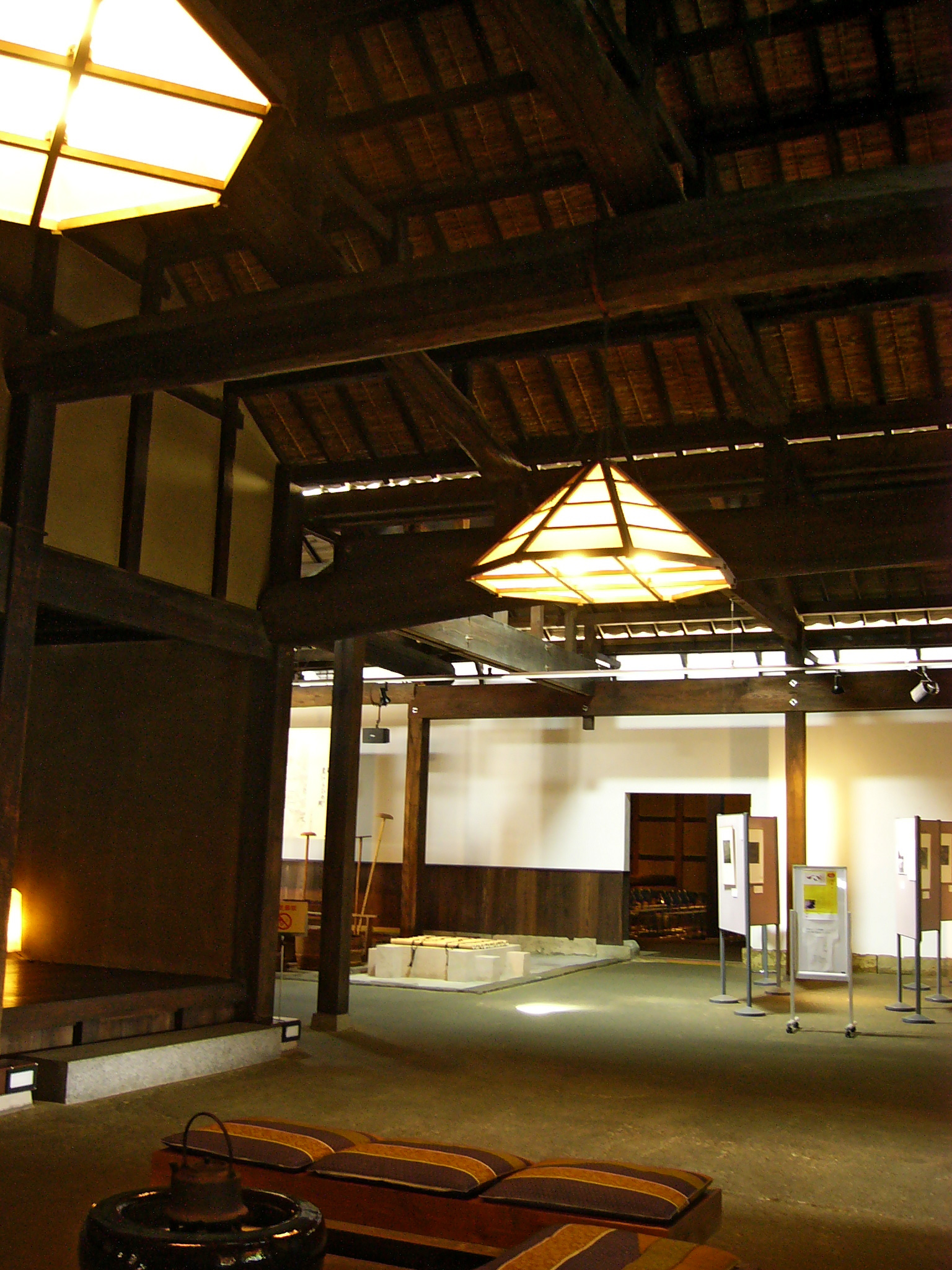
旧店舗
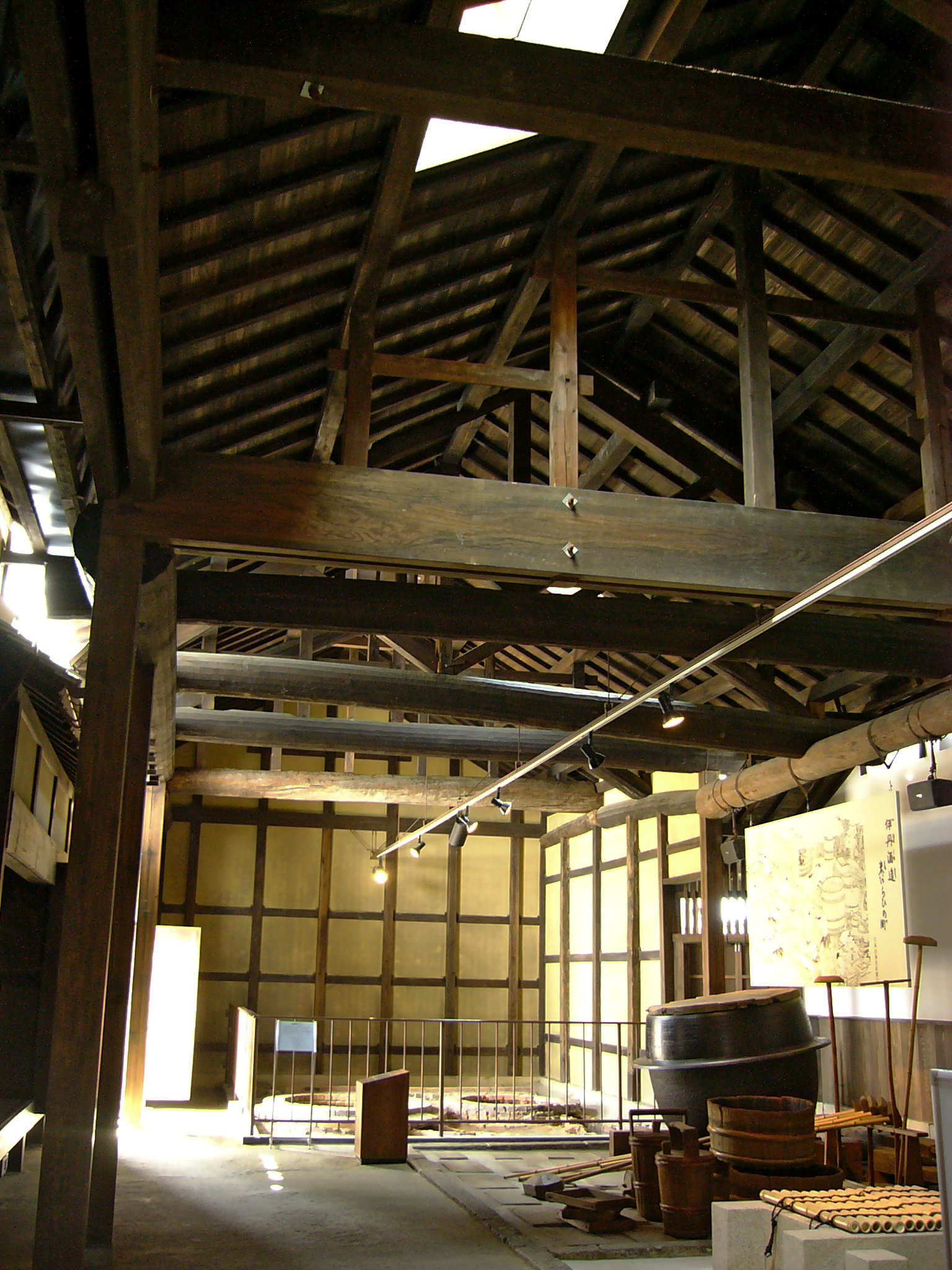
釜屋・洗い場
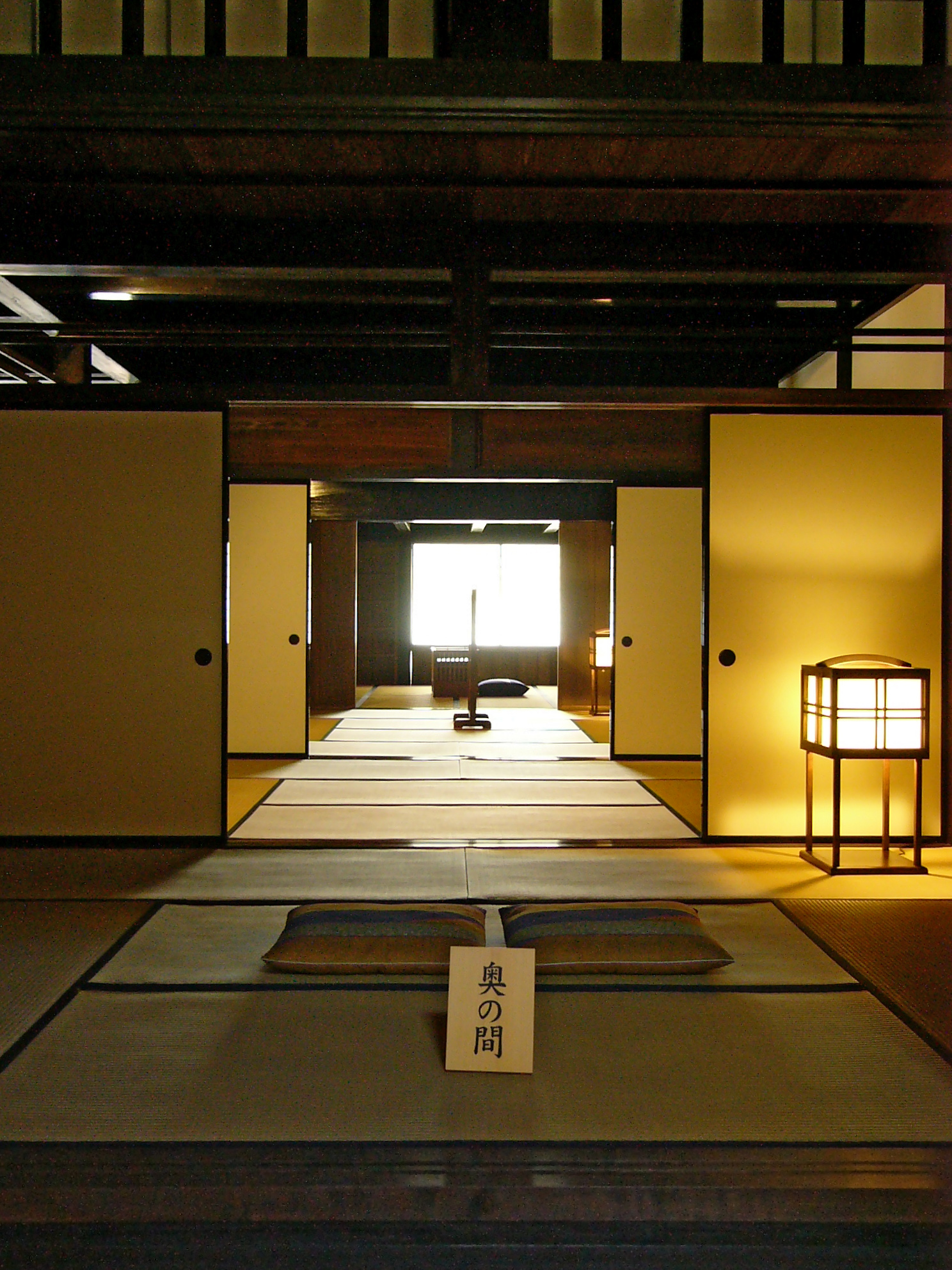
奥の間

## 周辺情報
- みやのまえ文化の郷
  - 伊丹市立伊丹郷町館
    - 旧岡田家住宅
    - 旧石橋家住宅
    - 新町屋

  - 柿衞文庫
  - 伊丹市立美術館
  - 伊丹市立工芸センター
- ブルワリーミュージアム
- アイホール
- 有岡城跡

## 交通アクセス
- 阪急伊丹線 伊丹駅 徒歩8分
- JR宝塚線 伊丹駅 徒歩8分